# گریفر
گریفر (انگلیسی: griefer) یا بازیکن دارای سوءنیت به بازیکنی گفته می‌شود که در یک بازی ویدئویی چندنفره عمداً و به‌طور حساب‌شده با استفاده از جنبه‌های بازی به روش‌های ناخواسته به منظور از بین بردن چیزی که بازیکن دیگر ساخته‌است، یا سرقت چیزی، مانند آیتم‌ها یا آنچه برای بازیکن دیگری به زمین افتاده، در حالی که هدف اصلی بازی چنین نیست، سایر بازیکنان را در بازی تحریک کرده و آزار می‌دهد (ترولینگ).